# Blue Box
Ao no Hako (Nhật: アオのハコ "Chiếc hộp xanh") là một series manga Nhật Bản được viết và minh họa bởi Miura Koji. Bộ truyện được đăng dài kỳ trên tạp chí shōnen Weekly Shōnen Jump của Shueisha từ tháng 4 năm 2021. Đến tháng 7 năm 2025, các chương của bộ truyện đã được tổng hợp thành 21 tập tankōbon. Bộ truyện được chuyển thể thành series anime truyền hình do Telecom Animation Film và TMS Entertainment phối hợp sản xuất.
Nhà xuất bản Kim Đồng đã mua bản quyền và ấn hành bản dịch tiếng Việt của manga tại Việt Nam. Tuy nhiên, thay vì dùng một tên tiếng Việt dịch từ tên gốc bản tiếng Nhật, Nhà xuất bản Kim Đồng lại phát hành dưới tên tiếng Anh là Blue Box từ phiên bản phát hành ở Bắc Mỹ.

## Tóm tắt
Bộ truyện tập trung vào Inomata Taiki, một học sinh tại trường cấp 2 và cấp 3 Eimei. Cậu là thành viên của đội tuyển cầu lông nam. Mỗi buổi sáng, cậu tập luyện cùng với nữ sinh lớp trên và là người mà cậu thầm thích Kano Chinatsu của đội tuyển bóng rổ nữ. Đột nhiên, Chinatsu chuyển đến sống cùng với gia đình của Taiki khi bố mẹ cô rời Nhật Bản để đi công tác ở nước ngoài. Với việc sống chung với Chinatsu, Taiki đặt mục tiêu từ từ tiến tới lấy lòng Chinatsu trong khi cả hai đều hướng đến việc được tham dự giải vô địch toàn quốc.

## Nhân vật
Inomata Taiki (猪股 大喜)
Lồng tiếng bởi: Chiba Shōya
Kano Chinatsu (鹿野 千夏)
Lồng tiếng bởi: Ueda Reina
Chōno Hina (蝶野 雛)
Lồng tiếng bởi: Kitō Akari
Kasahara Kyō (笠原 匡)
Lồng tiếng bởi: Kobayashi Chiaki
Haryū Kengo (針生 健吾)
Lồng tiếng bởi: Uchida Yūma
Nishida Ryōsuke (西田 諒介)
Lồng tiếng bởi: Sakata Shōgo
Funami Nagisa (船見 渚)
Lồng tiếng bởi: Nagase Anna
Shimazaki Niina (島崎 にいな Shimazaki Niina)
Lồng tiếng bởi: Yuikawa Asaki
Kishi Shōichirō (岸 祥一郎)
Lồng tiếng bởi: Kawanishi Kengo
Hyōdō Shōta (兵藤 将太)
Lồng tiếng bởi: Ono Yūki
Yusa Shūji (遊佐 柊仁)
Lồng tiếng bởi: Ono Kenshō
Moriya Karen (守屋 花恋)
Lồng tiếng bởi: Shiraishi Haruka
Moriya Ayame (守屋 菖蒲)
Lồng tiếng bởi: Ichinose Kana
Matsuoka Kazuma (松岡 一馬)
Lồng tiếng bởi: Kaji Yūki

## Phương tiện truyền thông

### Manga
Được viết kịch bản và minh họa bởi Miura Koji, Blue Box được đăng dài kỳ trên tạp chí shōnen Weekly Shōnen Jump của Shueisha từ ngày tháng 4 năm 2021. Các chương của bộ truyện được tổng hợp thành các tập tankōbon riêng lẻ. Tập đầu tiên của truyện được phát hành vào ngày 4 tháng 8 năm 2021. Tính đến ngày 4 tháng 7 năm 2025, 21 tập đã được phát hành.
Vào ngày 3 tháng 8 năm 2020, phiên bản one-shot của Blue Box được xuất bản trên Weekly Shōnen Jump.
Truyện đã được mua bản quyền xuất bản ở Bắc Mỹ song song với thời điểm phát hành tại Nhật Bản. Các chương của bộ truyện được Viz Media phát hành dưới dạng kỹ thuật số trên trang web Shonen Jump. Shueisha cũng phát hành bộ truyện phiên bản chuyển ngữ tiếng Anh miễn phí trên ứng dụng và trang web Manga Plus. Vào tháng 2 năm 2022, Viz Media thông báo rằng họ đã cấp phép xuất bản bộ truyện dưới dạng in, phát hành tập truyện đầu tiên vào ngày 1 tháng 11 cùng năm.  Manga cũng được mua bản quyền ở Indonesia bởi Elex Media Komputindo.

#### Danh sách tập truyện
| 1. "Chị Chinatsu" (千夏先輩 Chinatsu Senpai) 2. "Hãy tham dự giải toàn quốc nhé" (インターハイ行ってください Intāhai itte kudasai) 3. "Vờ như xa lạ" (他人のフリ Tanin no Furi) 4. "Người được chọn" (選ばれし者 Erabareshimono) | 1. "Tên gọi" (呼び方 Yobikata) 2. "Dù chỉ một bước" (一歩でも Ippo demo) 3. "Em sẽ làm được thôi" (大丈夫 Daijōbu) |

| 1. "Đấu đôi" (ダブルス Daburusu) 2. "Đồng phục thể dục" (ジャージ Jāji) 3. "Ngày trước trận đấu" (前日 Zenjitsu) 4. "Vòng loại cấp quận" (地区予選 Chiku Yosen) 5. "Nếu Taiki thắng" (あいつが勝ったら Aitsu ga Kattara) | 1. "Buổi hẹn hò" (デート Dēto) 2. "Thủy cung" (水族館 Suizokukan) 3. "Một cô gái bình thường" (普通の女子 Futsū no Joshi) 4. "Chung một ý chí" (同志 Dōshi) |

| 1. "Không vấn đề gì" (問題ないです Mondainai Desu) 2. "Cổ vũ tớ được không?" (がんばれって言って Ganbarette Itte) 3. "Để em mang giúp chị" (荷物お運びします Nimotsu Ohakobi Shimasu) 4. "Nghe trộm" (盗み聞き Nusumigiki) 5. "Cho chị một miếng được không?" (一つちょうだい？ Hitotsu Chōdai?) | 1. "Ghi điểm" (一本！ Ippon!) 2. "Nhất định sẽ hoàn hảo" (絶対入れる！ Zettai Ireru!) 3. "Thể thao là vậy mà" (それがスポーツだろ Sore ga Supōtsu Daro) 4. "Em làm tốt lắm" (お疲れ様 Otsukaresama) |

| 1. "Ủng hộ" (応援するよ Ōen suru yo) 2. "Có tình ý" (脈アリ Myaku Ari) 3. "Nhà mình" (自分の家 Jibun no Ie) 4. "Rắc rối" (良くないこと Yokunai Koto) 5. "Gần nhau hơn" (お近づきに Ochikazuki ni) | 1. "Là hẹn hò phải không?" (おデートでしょうか O Dēto Deshō ka) 2. "Chẳng ngầu đâu!!" (ダサいぞ！！ Dasai zo!!) 3. "Lội ngược dòng" (大穴が勝ちをさらう展開 Ōana ga Kachi o Sarau Tenkai) 4. "Đúng là con gái" (女の子って Onnanoko tte) |

| 1. "Chuyện thú vị" (おもしろいもの Omoshiroi Mono) 2. "Chị phải đi đây" (行かないと Ikanaito) 3. "A lô a lô" (もしもーし Moshi Mōshi) 4. "Tán tỉnh" (人たらし Hitotarashi) 5. "Thử hẹn hò" (実験中 Jikken-chū) | 1. "Người mạnh mẽ hơn" (かっこいいのは Kakkoii no wa) 2. "Em muốn có người đánh cầu lại cho mình" (ラリーしたいです Rarī Shitai Desu) 3. "Hão huyền" (無理なお話 Muri na Ohanashi) 4. "Để làm gì?" (どういう文脈？ Dōiu Bunmyaku?) |

| 1. "Không thành hiện thực" (叶ってないよ Kanattenai yo) 2. "Ngày 26 tháng 8" (8月26日 Hachigatsu Nijūrokunichi) 3. "Ngày 26 tháng 8 (Phần 2)" (8月26日② Hachigatsu Nijūrokunichi 2) 4. "Ngày 26 tháng 8 (Phần 3)" (8月26日③ Hachigatsu Nijūrokunichi 3) 5. "Nếu chị bằng tuổi em" (1年違えば Ichinen Chigaeba) | 1. "Hẹn gặp em ở sân tập buổi sáng" (また朝練で Mata Asaren de) 2. "Quá đáng" (ずるい女 Zurui Onna) 3. "Tầm này là vừa" (このくらいが丁度いい Kono Kurai ga Chōdo Ii) 4. "Tớ muốn ngắm" (見たいでしょ Mitai Desho) |

| 1. "Cậu cũng làm tốt lắm" (良くやってるよ Yoku Yatteru yo) 2. "Tiếp nước" (水分補給 Suibun Hokyū) 3. "Inomata" (イノマタ君 Inomata-kun) 4. "Là cái thá gì chứ" (何様だよ Nanisama da yo) 5. "Biết rõ" (私は知ってる Watashi wa Shitteru) | 1. "Phải hay trái?" (右と左 Migi to Hidari) 2. "Không hề làm thế" (してないですよ Shitenai Desu yo) 3. "Cùng đi xem nhé" (観に行こうよ Mi ni Ikō yo) 4. "Có hẹn" (予定あるんだ Yotei Arun da) |

| 1. "Chị vừa nói gì thế?" (なんて言いました？ Nante Iimashita?) 2. "Hãy hỗ trợ tớ!" (力を貸してよ！ Chikara o Kashite yo!) 3. "Là bạn thân" (親友として Shinyū Toshite) 4. "Đó không phải là lí do" (そこじゃない Soko ja Nai) 5. "Nếu có chuyện muốn nói" (話なら聞くぞ Hanashi nara Kiku zo) | 1. "Đến khi hoa nở" (花が咲くまで Hana ga Saku Made) 2. "Quản lí nữ" (女子マネージャー Joshi Manējā) 3. "Inota!" (いのた！ Inota) 4. "Phấn khích" (ワクワクイベント Wakuwaku Ibento) |

| 1. "Chuyến tập huấn" (合同合宿 Gōdō Gasshuku) 2. "Hòa lẫn" (ぐるぐる Guruguru) 3. "Mình biết" (俺はわかってる Ore wa Wakatteru) 4. "Không cần" (いらないの Iranai no) 5. "Tàu lượn" (ジェットコースター Jetto Kōsutā) | 1. "Cậu định nói gì?" (言うつもり Iu Tsumori) 2. "Cho dù vậy" (それでも Sore de mo) 3. "Mày cũng vậy mà" (お前もだろ Omae mo Daro) 4. "Đi mua đồ thể thao" (ジャージ買いに Jāji Kai ni) 5. "Vì tớ là người như thế" (それが私なので Sore ga Watashi Nanode) |

| 1. "Món ăn ngon" (食べてほしくて Tabete Hoshikute) 2. "Trúng tim đen" (痛いところ Itai Tokoro) 3. "Deja vu" (デジャブ Dejabu) 4. "Cảm xúc như thế nào" (どんな気持ち Don'na Kimochi) 5. "Ghét" (キライだから Kirai Dakara) | 1. "Ngưỡng mộ" (感嘆 Kantan) 2. "Biện hộ và lí luận" (言い訳と健全な議論 Iiwake to Kenzen na Giron) 3. "Không thể cứ như vậy" (このままではいられない Kono ma Made wa i Rarenai) 4. "Yumeka" (ゆめか、あなた Yumeka, Anata) 5. "Chỉ một điều duy nhất" (それらは同じものである Sorera wa Onaji Mono Desu) |

| 1. Saikyō no Fīringu (最強の感情 Saikyō no Fīringu) 2. Nayan de Iru Toki wa Itsu Demo (悩んでいるときはいつでも Nayan de Iru Toki wa Itsu Demo) 3. Hagi Toru (剥ぎ取る Hagi Toru) 4. 2-Nen Tachimashita ka? (2年経ちましたか？ 2-Nen Tachimashita ka?) 5. Ittsu Bakku (イッツ・バック Ittsu Bakku) | 1. Kurisumasu Ibu (クリスマスイブ Kurisumasu Ibu) 2. Mondai ga Arimasu ka? (問題がありますか? Mondai ga Arimasu ka?) 3. Nenmatsu (年末 Nenmatsu) 4. Tamerawanaide (ためらわないで Tamerawanaide) |

| 1. Kanojo ni Aitai (彼女に会いたい Kanojo ni Aitai) 2. Kyō mo (今日も Kyō mo) 3. Sore wa Totemo Utsukushīdesu (それはとても美しいです Sore wa Totemo Utsukushīdesu) 4. Nanika Tsutaetaikoto ga Arimasu (何か伝えたいことがあります Nanika Tsutaetaikoto ga Arimasu) 5. 1 Tsuki 4-nichi Shōgo (1月4日正午 1 Tsuki 4-nichi Shōgo) | 1. Himitsu ni Shite Okimashou (秘密にしておきましょう Himitsu ni Shite Okimashou) 2. Totemo Kinchō (とても緊張 Totemo Kinchō) 3. Anata no Ai no Sutairu, Chii (あなたの愛のスタイル、ちぃ Anata no Ai no Sutairu, Chii) 4. Mō Kimatteru yo (もう決まってるよ Mō Kimatteru yo) |

| 1. 1 Tsuki 15-nichi (1月15日 1 Tsuki 15-nichi) 2. Intabyū (インタビュー Intabyū) 3. Hōbi (褒美 Hōbi) 4. Subete o Seiri Shimashita (すべてを整理しました Subete o Seiri Shimashita) 5. Muda (無駄 Muda) | 1. Chōsen-sha (挑戦者 Chōsen-sha) 2. Rakkī (ラッキー Rakkī) 3. Sore wa Shitsureidesu (それは失礼です Sore wa Shitsureidesu) 4. Ōkina Ippo (大きな一歩 Ōkina Ippo) |

| 1. Sōiu Hito (そういう人 Sōiu Hito) 2. Ayauku Machigatta Kangae o Shi-sō ni Naru (危うく間違った考えをしそうになる Ayauku Machigatta Kangae o Shi-sō ni Naru) 3. Hōgaina (法外な Hōgaina) 4. Ganbare, Senpai (頑張れ、先輩 Ganbare, Senpai) 5. Udemae o Hirō Suru (腕前を披露する Udemae o Hirō Suru) | 1. Gurēdo-kan no Chigai (グレード間の違い Gurēdo-kan no Chigai) 2. Kiite Yokatta (聞いてよかった Kiite Yokatta) 3. Sore ga Nani o Imi Suru ka Shitte Imasu ka (それが何を意味するか知っていますか Sore ga Nani o Imi Suru ka Shitte Imasu ka) 4. Jikan ga Kakaru (時間がかかる Jikan ga Kakaru) |

| 1. Furueru ne (震えるね Furueru ne) 2. Hyōdō-san to (兵藤さんと Hyōdō-san to) 3. Tadashī Doryoku De (正しい努力で Tadashī Doryoku De) 4. Hitotsu Karite Imasu (1つ借りています Hitotsu Karite Imasu) 5. Sore wa Shinjitsude wa Arimasen (それは真実ではありません Sore wa Shinjitsude wa Arimasen) | 1. Wakarimasu (わかります Wakarimasu) 2. Naze? (なぜ？ Naze?) 3. Noru (乗る Noru) 4. Sore wa Shinjitsude Wanai (それは真実ではない Sore wa Shinjitsude Wanai) |

| 1. Gō Eimei! (ゴーエイメイ！ Gō Eimei!) 2. Kanojo o Hakonda Otoko (彼女を運んだ男 Kanojo o Hakonda Otoko) 3. Badominton no Hi (バドミントンの日 Badominton no Hi) 4. Yattekita Koto (やってきたこと Yattekita Koto) 5. Senpai to Shite no Omoi (先輩としての想い Senpai to Shite no Omoi) | 1. Ganbare Tsu (がんばれっ Ganbare Tsu) 2. Fainaru Gēmu (ファイナルゲーム Fainaru Gēmu) 3. Dekopin (デコピン Dekopin) 4. Uwagaki Shi Yokka (上書きしよっか Uwagaki Shi Yokka) |

| 1. Yappari Tsuyo ~e (やっぱり強ぇ Yappari Tsuyo ~e) 2. Otagai-sama desu (お互いさまです Otagai-sama desu) 3. Himitsu no Dare Ka (ひみつのだれか Himitsu no Dare Ka) 4. Wakare Tenakya (別れてなきゃ Wakare Tenakya) 5. Yasashi-sa no Tefuda (優しさの手札 Yasashi-sa no Tefuda) | 1. Saigo no Hanabi (最後の花火 Saigo no Hanabi) 2. Kon'nichiwa (こんにちは Kon'nichiwa) 3. Taisetsudakara Koso (大切だからこそ Taisetsudakara Koso) 4. Aisukurīmu o Tabenai (アイスクリームを食べない Aisukurīmu o Tabenai) |

| 1. Ano hako ni wa (あの箱には Ano hako ni wa) 2. Moshikashite (もしかして Moshikashite) 3. Katsu (勝つ Katsu) 4. Natsu no Bīchi (夏のビーチ Natsu no Bīchi) 5. 10 pon Shōbu (10本勝負 10 pon Shōbu) | 1. Shuhin (主賓 Shuhin) 2. Negaigoto (願い事 Negaigoto) 3. Osewa ni Narimashita (お世話になりました Osewa ni Narimashita) 4. Umaku iku Kamo Shirenai (うまくいくかもしれない Umaku iku Kamo Shirenai) |

| 1. Dareka ga Komatte iru Toki ni Arawareru (誰かが困っているときに現れる Dareka ga Komatte iru Toki ni Arawareru) 2. Shakai-teki ni Bukiyō (社会的に不器用 Shakai-teki ni Bukiyō) 3. Obake Yashiki (お化け屋敷 Obake Yashiki) 4. Kono Kimochi wa (この気持ちは Kono Kimochi wa) 5. Mada Maniaunara (まだ間に合うなら Mada Maniaunara) | 1. Kore ga Watashida (これが私だ Kore ga Watashida) 2. Anata no Sutanpu (あなたのスタンプ Anata no Sutanpu) 3. Are kara Ichinen (あれから一年 Are kara Ichinen) 4. Akirame tsuita? (諦めついた? Akirame tsuita?) |

| 1. Me no Mae no" ima" (眼の前の"今" Me no Mae no" ima") 2. Mota sete Kudasai (持たせてください Mota sete Kudasai) 3. Basuke dake (バスケだけ Basuke dake) 4. Kodomo na nda (子供なんだ Kodomo na nda) 5. Koibito de Itai (恋人でいたい Koibito de Itai) | 1. Kaka Senakatta (欠かせなかった Kaka Senakatta) 2. Arigato ne (ありがとね Arigato ne) 3. Maboroshi (幻 Maboroshi) 4. Mukuwa sete Ageru nda (報わせてあげるんだ Mukuwa sete Ageru nda) |

| 1. Mō Hazusanai (もう外さない Mō Hazusanai) 2. Naki-sōna Hodo Tanoshī nda (泣きそうなほど楽しいんだ Naki-sōna Hodo Tanoshī nda) 3. Basuke Shiyō (バスケしよう Basuke Shiyō) 4. Oya Kōninda ne (親公認だね Oya Kōninda ne) 5. Yabai Yone (ヤバイよね Yabai Yone) | 1. Sabishikunai to ī na (寂しくないといいな Sabishikunai to ī na) 2. Soba ni ite agete ne (そばにいてあげてね Soba ni ite agete ne) 3. Sabishī Toki ni (寂しい時に Sabishī Toki ni) 4. Onegai Shimasu (お願いします Onegai Shimasu) |

#### Danh sách các chương truyện chưa đóng thành tập tankōbon
Các chương truyện dưới đây chưa được xuất bản thành tập tankōbon.
1. Unmei Nante (運命なんて Unmei Nante?)
2. Omae no Banda (お前の番だ Omae no Banda?)
3. Osewa ni Narimashita (お世話になりました Osewa ni Narimashita?)
4. Akemashite (あけまして Akemashite?)
5. Shiawase no Shōmen ni (幸せの正面に Shiawase no Shōmen ni?)
6. Kokoniyo (ここにいよ Kokoniyo?)
7. Suki (好き Suki?)
8. Jojoni (徐々に Jojoni?)
9. Semenaito (攻めないと Semenaito?)
10. Yorisotte (寄り添って Yorisotte?)
11. Chikadzuketara ī na (近づけたらいいな Chikadzuketara ī na?)
12. Taisetsu ni (大切に Taisetsu ni?)
13. Watashi no Mama (私のまま Watashi no Mama?)
14. Jigusō Pazuru (ジグソーパズル Jigusō Pazuru?)
15. Kanōsei ni (可能性に Kanōsei ni?)
16. Nani Shite nda yo (何してんだよ Nani Shite nda yo?)
17. Madana Iyo (まだないよ Madana Iyo?)
18. Okaeri (おかえり Okaeri?)

Đây là một danh sách chưa hoàn chỉnh. Bạn có thể giúp Wikipedia .

### Anime
Một bộ anime chuyển thể được công bố vào tháng 11 năm 2023. Phim được lên kế hoạch và sản xuất bởi TMS Entertainment, với phần hoạt hình được thực hiện bởi Telecom Animation Film, đã được công bố vào tháng 11 năm 2023. Bộ phim do Yano Yūichirō đạo diễn,Kakihara Yūko đảm nhận vai trò biên kịch, còn Tanino Miho phụ trách thiết kế nhân vật và đạo diễn hoạt hình. Bộ phim được phát sóng liên tục trong hai mùa (cours) từ ngày 3 tháng 10 năm 2024 đến ngày 27 tháng 3 năm 2025 trên kênh TBS và một số kênh truyền hình khác. Tháng 7 năm 2024, Netflix đã thông báo phía hãng phim sẽ phát song song loạt anime trên toàn thế giới.
Trong mùa đầu tiên, ca khúc mở đầu là "Same Blue" do Official Hige Dandism thể hiện, còn ca khúc kết thúc là "Teenage Blue" (ティーンエイジブルー) do Eve trình bày. Sang phần thứ hai, bài hát mở đầu là "Saraba" (然らば) do Macaroni Empitsu trình bày, trong khi ca khúc kết thúc là "Contrast" (コントラスト) do Tomoo thể hiện.
Ngay sau khi tập cuối của mùa đầu tiên lên sóng, mùa thứ hai đã chính thức được công bố.

#### Tập phim

##### Season 1 (2024 – 2025)
| TT. tổng thể | TT. trong mùa phim | Tiêu đề | Đạo diễn                        | Bảng phân cảnh              | Ngày phát hành gốc   |
| ------------ | ------------------ | --- | ------------------------------- | --------------------------- | -------------------- |
| 1            | 1                  | "Tiền bối Chinatsu" Chuyển ngữ: "Chinatsu Senpai" (tiếng Nhật: 千夏先輩)                                         | Oyamada Keiko                   | Yano Yūichirō               | 3 tháng 10 năm 2024  |
| 2            | 2                  | "Em phải đến được giải quốc gia đấy" Chuyển ngữ: "Intāhai Itte Kudasai" (tiếng Nhật: インターハイ行ってください) | Ezoe Hitomi                     | Yano Yūichirō               | 10 tháng 10 năm 2024 |
| 3            | 3                  | "Chii" Chuyển ngữ: "Chī" (tiếng Nhật: ちー)                                                                      | Kosaka Harume                   | Yano Yūichirō               | 17 tháng 10 năm 2024 |
| 4            | 4                  | "Nếu em ấy thắng" Chuyển ngữ: "Aitsu ga Kattara" (tiếng Nhật: あいつが勝ったら)                                  | Yoshida Shunji                  | Nishida Masayoshi           | 24 tháng 10 năm 2024 |
| 5            | 5                  | "Thủy cung" Chuyển ngữ: "Suizokukan" (tiếng Nhật: 水族館)                                                        | Oyamada Keiko                   | Yano Yūichirō               | 31 tháng 10 năm 2024 |
| 6            | 6                  | "Chúc tớ may mắn đi" Chuyển ngữ: "Ganbarette Itte" (tiếng Nhật: がんばれって言って)                              | Tsuchiya Yasurō                 | Iba Issei                   | 7 tháng 11 năm 2024  |
| 7            | 7                  | "Cho chị ăn với nhé?" Chuyển ngữ: "Hitotsu Chōdai?" (tiếng Nhật: つちょうだい？)                                 | Ezoe Hitomi                     | Ezoe Hitomi                 | 14 tháng 11 năm 2024 |
| 8            | 8                  | "Ghi bàn!" Chuyển ngữ: "Ippon!" (tiếng Nhật: 本っ！)                                                             | Yoshida Shunji                  | Nishida Mashayoshi          | 21 tháng 11 năm 2024 |
| 9            | 9                  | "Chị sẽ ủng hộ em" Chuyển ngữ: "Ōen suru yo" (tiếng Nhật: 応援するよ)                                            | Yamato Yūka                     | Yamato Yūka                 | 28 tháng 11 năm 2024 |
| 10           | 10                 | "Đó không phải là một điều tốt" Chuyển ngữ: "Yokunai Koto" (tiếng Nhật: 良くないこと)                            | Azuma Ryōsuke                   | Nishida Masayoshi           | 5 tháng 12 năm 2024  |
| 11           | 11                 | "Không ngầu chút nào!!" Chuyển ngữ: "Dasai zo!!" (tiếng Nhật: ダサいぞ！！)                                      | Iwata Mizuki                    | Nishida Masayoshi           | 12 tháng 12 năm 2024 |
| 12           | 12                 | "Các cô gái..." Chuyển ngữ: "Onnanoko tte" (tiếng Nhật: 女の子って)                                              | Oyamada Keiko                   | Yamato Yūka & Yano Yūichirō | 19 tháng 12 năm 2024 |
| 13           | 13                 | "Em muốn đánh cầu qua lại" Chuyển ngữ: "Rarī shitaidesu" (tiếng Nhật: ラリーしたいです)                          | Azuma Ryōsuke                   | Nishida Masayoshi           | 3 tháng 1 năm 2025   |
| 14           | 14                 | "Liên quan gì mới được?" Chuyển ngữ: "Dōiu bunmyaku?" (tiếng Nhật: どういう文脈？)                               | Ezoe Hitomi                     | Yano Yūichirō & Yamato Yūka | 9 tháng 1 năm 2025   |
| 15           | 15                 | "Ngày 26 tháng 8" Chuyển ngữ: "8 Tsuki 26-nichi" (tiếng Nhật: 8月26日)                                           | Ōkawa Takahiro                  | Ōkawa Takahiro              | 16 tháng 1 năm 2025  |
| 16           | 16                 | "Người phụ nữ quá đáng" Chuyển ngữ: "Zurui onna" (tiếng Nhật: ずるい女)                                          | Arimoto Jirō                    | Nishida Masayoshi           | 23 tháng 1 năm 2025  |
| 17           | 17                 | "Chị muốn đến xem" Chuyển ngữ: "Mitaidesho" (tiếng Nhật: 見たいでしょ)                                           | Okuda Yoshiko                   | Okuda Yoshiko               | 30 tháng 1 năm 2025  |
| 18           | 18                 | "Mình biết rõ mà" Chuyển ngữ: "Watashi wa shitteru" (tiếng Nhật: 私は 知ってる)                                  | Chikushi Daisuke                | Yano Yūichirō               | 6 tháng 2 năm 2025   |
| 19           | 19                 | "Tớ có hẹn rồi" Chuyển ngữ: "Yotei arunda" (tiếng Nhật: 予定あるんだ)                                            | Oyamada Keiko                   | Yamato Yūka                 | 13 tháng 2 năm 2025  |
| 20           | 20                 | "Người bạn thân nhất" Chuyển ngữ: "Shinyū to shite" (tiếng Nhật: 親友として)                                     | Suzuki Yūma                     | Suzuki Yūma                 | 20 tháng 2 năm 2025  |
| 21           | 21                 | "Cho tới khi hoa nở" Chuyển ngữ: "Hanagasaku made" (tiếng Nhật: 花が咲くまで)                                    | Yamato Yūka                     | Yano Yūichirō & Yamato Yūka | 27 tháng 2 năm 2025  |
| 22           | 22                 | "Inota!" Chuyển ngữ: "Inota!" (tiếng Nhật: いのた！)                                                             | Suzuki Risa                     | Suzuki Risa                 | 6 tháng 3 năm 2025   |
| 23           | 23                 | "Rối bời" Chuyển ngữ: "Guruguru" (tiếng Nhật: ぐるぐる)                                                          | Ezoe Hitomi                     | Horikawa Yūko               | 13 tháng 3 năm 2025  |
| 24           | 24                 | "Tàu lượn siêu tốc" Chuyển ngữ: "Jettokōsutā" (tiếng Nhật: ジェットコースター)                                   | Okuda Yoshiko                   | Okuda Yoshiko               | 20 tháng 3 năm 2025  |
| 25           | 25                 | "Dù có là vậy" Chuyển ngữ: "Sore de mo" (tiếng Nhật: れでも)                                                     | Oyamada Keiko & Tsuchiya Yasurō | Yano Yūichirō & Yamato Yūka | 27 tháng 3 năm 2025  |

## Đón nhận

### Phổ biến
Vào tháng 8 năm 2021, tập đầu tiên của bộ truyện có doanh số 170.000 trong vòng chưa đầy một tuần sau khi phát hành.
Vào tháng 6 năm 2021, Blue Box được đề cử cho giải thưởng Tsugi ni kuru Manga Taishō lần thứ 7 ở hạng mục Manga in hay nhất. Dù chỉ đứng thứ 8 trong số 50 đề cử, nhưng bộ truyện đã giành được Giải thưởng Toàn cầu. Bộ truyện xếp thứ 4 trong "Danh sách Truyện tranh được nhân viên nhà sách trên toàn quốc đề xuất" năm 2022.

### Đánh giá chuyên môn
Anthony Gramuglia của Comic Book Resources (CBR) nhận xét rằng "Blue Box là một câu chuyện tình yêu về sự kết nối giữa người với người. Bộ truyện được vẽ rất đẹp, đôi khi có cảm giác thuộc thể loại shoujo manga hơn là thể loại shōnen điển hình. Nếu Blue Box vẫn tiếp diễn, truyện có thể sẽ trở nên nghiêm túc hơn và xuất hiện trong mục lãng mạn của Shōnen Jump. Timothy Donohoo của CBR đã so sánh Blue Box với Witch Watch của Shinohara Kenta và Sekimen Shinaide Sekime-san! của Tokita Shigure do cả hai bộ truyện trên đều có bối cảnh và khía cạnh lãng mạn tương tự như Blue Box.